# Jacques Rouxel de Grancey
Pour le créateur des Shadoks, voir Jacques Rouxel.
Pour les articles homonymes, voir Rouxel et Grancey.
Jacques Rouxel, comte de Grancey et de Médavy, né le 7 juillet 1603 et mort le 20 novembre 1680 à Paris, est un militaire français. Il est élevé à la dignité de maréchal de France en 1651.

## Biographie

### Origines et famille
Son père, Pierre Ier Rouxel (1562-1617), baron de Médavy, est conseiller du Roy en ses conseils d'État, lieutenant en Normandie, mestre de camp, gouverneur d'Argentan. Il est chevalier des Ordres du Roi. Sa mère est Charlotte, fille du maréchal de Fervaques (Guillaume de Hautemer), comtesse de Grancey. De cette union naissent treize enfants, dont l'archevêque François Rouxel (1604-1691). Jacques est le sixième enfant, et le troisième fils de la famille.  
Il est, dès le plus jeune âge, destiné à la carrière ecclésiastique. Mais il ne tarde pas à suivre sa véritable vocation, le métier des armes. 

### Carrière militaire
Il sert le roi Louis XIII dans toutes ses guerres, tant en Languedoc qu’en Piémont, Flandre et Lorraine.
Il fait ses premières armes au siège de Caen, servit comme volontaire au combat du Pont-de-Cé, et aux sièges de Saint-Jean-d’Angély, Clairac, de Montauban, de Montpellier et de La Rochelle.
Il passa en Piémont en 1629, prit part au combat du Pas-de-Suze, et se porta au secours de Casale avec son régiment. Il servit ensuite en Lorraine. On le trouve au siège de Trèves, au combat d'Yvoy et au siège de Saverne où il est blessé.
Il force le général de Mercy à lever le siège d'Héricourt et eut le genou fracassé au siège de Saint-Hippolyte. Il est de nouveau blessé au combat de Rey contre le baron de Sécy.
Le roi lui donne, en 1636, le gouvernement de Montbéliard et, en 1644, celui de Gravelines après le siège de Gravelines.
Lieutenant-général en 1644, il reçoit le bâton de maréchal de France en janvier 1651 par une boutade assez singulière. En 1650, au plus fort des troubles de la Fronde, Mazarin annonça une promotion de maréchaux, et laissa courir d'avance les noms de quatre lieutenants-généraux auxquels il destinait cet honneur. Grancey, qui avait des titres réels, n'en était pas. Il quitta alors Paris avec beaucoup de bruit pour se retirer dans son gouvernement, en disant tout haut que les Espagnols seraient bien aises de ravoir Gravelines. Dans ce temps de désordre, une pareille chose était possible; le cardinal eut peur et envoya le bâton à Grancey. Les Espagnols tenaient effectivement beaucoup à Gravelines. Ils firent des sacrifices énormes, en 1652, pour la remettre en leur pouvoir. Le régiment de Grancey défendit bien la place et ne la rendit qu'à des conditions honorables.
Il revient en Piémont ou il défait les Espagnols au combat de La Roquette puis renonce à attaquer les vaudois, à la suite de l'intercession du pasteur Jean Léger auprès du capitaine Laurent de l'Aube de Corcelles, ce qui oblige le marquis de Pianezza à engager lui-même la répression en 1655, les Pâques vaudoises. Le roi le fait chevalier de l'ordre du Saint-Esprit et le nomme gouverneur de Thionville le 1er janvier 1662.
À sa mort, Grancey est inhumé au couvent des Capucines.

## Mariage et descendance
En 1624, il épouse en premières noces, Catherine de Monchy d'Hocquincourt (v.1603-1638), sœur du maréchal Charles. De cette union naissent neuf enfants, dont :
- Pierre II Rouxel de Médavy, comte de Grancey, colonel du régiment de Grancey de 1653 à 1659, père du maréchal Jacques Eléonor et de Louis-François.
- François-Bénédict de Rouxel, marquis de Grancey, colonel du régiment de Grancey de 1659 à 1675) et lieutenant-général des armées navales
- Hardouin Rouxel de Médavy de Grancey (mort en 1706) religieux

Il épouse en secondes noces Charlotte de Mornay (v.1620-1694), avec qui il aura douze enfants.

## Armoiries
| Figure | Blasonnement                                                        |
|        | D'argent, à trois coqs de gueules, becqués, membrés et crêtés d'or. |